# 林石城 (音乐家)
林石城（1922年—2005年）上海浦東人，中國琵琶演奏家，浦東派傳人。

## 生平簡介
6歲開始跟隨父親學習演奏琵琶、二胡、三弦等樂器，琵琶先後師從沈浩初、吳夢飛、樊少雲、汪昱庭。1956年後，進入中央音樂學院任教。
開始了長達數十年的專業琵琶音樂教育生涯，林石城從教四十年，培養出許多當今琵琶界的演奏家，章紅艷、曲文軍等，除教學外，也致力於浦東派琵琶藝術的傳承，整理編撰《養正軒琵琶譜》和《鞠士林琵琶譜》。為近代少數能演奏海青拿天鵝的演奏家。

## 演奏風格
林石城不斷的在不與歷史傳統抵觸的範圍內，為琵琶作各種不同的嘗試。林石城不僅單純的將浦東派的琵琶風格傳襲、保存下來，甚而像其師陳子敬之作法，將個人所創新的演奏法及樂曲，融入浦東派原有的特色中，來豐富了浦東派琵琶演奏技巧與特色，使浦東派琵琶曲在二十世界末又進入一新的領域與境界。

## 改編樂曲
- 《婆媳相爭》
- 《秋思》

## 發表的論著
- 《琵琶演奏法》[5]
- 《琵琶曲譜》[6]

## 外部連結
- YouTube上的專輯《林石城》播放列表
- YouTube上的專輯《海青拿天鵝》播放列表
- YouTube上的專輯《琵琶演奏家林石城》播放列表
- YouTube上的〈霸王卸甲〉